# 篠山資家
篠山 資家（ささやま すけいえ）は、安土桃山時代の武将。

## 略歴
篠山氏は甲賀五十三家に数えられる大原氏庶流。
大原景元大原蔵人頭景元（景助）の子として誕生。
はじめ織田信長に仕え、次いで羽柴秀吉に属すが、天正12年（1584年）に小牧・長久手の戦いで織田信雄と誼を通じた嫌疑で父と共に浪人となり、関地蔵周辺に隠棲した。慶長元年（1596年）、徳川家康の上洛の折に徳川氏に召し出され米千俵を給された。慶長4年（1599年）伊勢国代官職となる。
慶長5年（1600年）6月18日、徳川家康が会津征伐に赴く途上大津城に入ったところ、五奉行の長束正家が挨拶に来て、翌朝、朝餉に招待したいと申し出てて家康も馳走になると返答した。これを家康の暗殺を企む正家の陰謀を知った資家は、家康に通報し夜中のうちに道案内をして石部宿より間道を抜けて土山宿に到着し事なきを得て、褒美として家康より腰物を拝領した。その後の伏見城の戦いで嫡男・彦十郎景尚と共に城を護るが甲賀衆31名と共に戦死した。
なお、次男・資盛（資友、理兵衛、甚吉）は家康に召出され、父の伊勢代官職を継ぎ、大坂の陣にも従軍。寛永2年（1625年）に父祖の地鳥居野480石を安堵され、子孫は旗本として存続した。また、資尚の子・景季も戦後200石を賜り、子孫は旗本として存続し、資家から数えて9代の十兵衛景義は佐渡奉行となり、10代の景徳も佐渡奉行になると佐渡の一揆を鎮めて、大目付に栄転し従五位下に叙せられた。